# Godfred Bysheim
Godfred Bysheim (20 febbraio 1910 – 19 marzo 1991) è stato un calciatore norvegese, di ruolo attaccante.

## Carriera

### Club
Bysheim giocò con la maglia dello Hardy.

### Nazionale
Conta una presenza per la Norvegia. Il 6 settembre 1936, infatti, fu in campo nella sconfitta per 0-2 contro la Finlandia.